# Студентски центар Пале
Студентски центар Пале налази се у Палама. Основан је 23. августа 1995. године са сједиштем у улици Карађорђева 54 Б, Пале. Пре изградње нових домова, смјештај за студенте је био на Јахорини и у хотелу Коран.
Центар се састоји од два смјештајна објекта: Студентски дом I и Студентски дом II, са укупним капацитетом од 590 кревета. Имају своју мензу, читаоницу и рецепцију. Поред студентских домова налази се и трећи објекат у коме су смјештени спортски садржаји, библиотека, читаоница, ТВ сала, интернет клуб и управа домова. Теретана је у изградњи поред домова. Домови се налазе близу факултета и спортских терена.